# 高鍋町立高鍋東小学校
高鍋町立高鍋東小学校（たかなべちょうりつ たかなべひがししょうがっこう）は、宮崎県児湯郡高鍋町北高鍋にある公立小学校である。

## 概要
- 生徒数：612名
- 学級数：標準19 特別支援4
（2015年5月1日現在）[1]

## 教育方針
教育目標
「高い志をもち、自らを律して、力強く生きる児童を育成する」
目指す児童像
- 自ら学び、深く考える子ども　「かしこく」
- 礼儀正しく、思いやりのある子ども　「やさしく」
- ねばり強く、元気な子ども　「たくましく」

## 沿革
- 1778年（安永7年） - 明倫堂を創設。
- 1872年（明治5年） - 明倫堂の活動を停止。
- 1873年（明治6年）頃 - 旧明倫堂の建物にて「第七番小学校」を開校[2]。
- 1876年（明治9年） - 「嶋田小学校」に改称。
- 1887年（明治20年） - 嶋田小学校と上江小学校が合併し、高鍋・上江両村共立の「高鍋小学校」となる[3]。
- 1888年（明治21年） - 高月に新校舎が落成し移転。
- 1892年（明治25年） - 「高鍋上江村組合小学校」に改称[4]。
- 1893年（明治26年） - 6月、「高鍋尋常高等小学校」に改称[4]。
- 1895年（明治28年） - 4月、尋常科を「高鍋尋常小学校」に、高等科を「高鍋高等小学校」に分離[4]。
- 1904年（明治37年）
  - 9月3日 - 現在地（菖蒲池西）に新校舎が落成し移転。
  - 9月5日 - 落成式・開校式を挙行。
- 1908年（明治41年） - 3月、高鍋上江高等小学校組合が解散し[5]、高鍋尋常小学校に高等科を併置、女子補習科を付設した「高鍋尋常高等小学校」が開校[6]。
- 1912年（明治45年） - 4月10日、同校内に高鍋町立実科高等女学校を開校。
- 1913年（大正2年） - 創立10周年記念式を挙行。
- 1927年（昭和2年） - 4月4日、日米親善として、アメリカ合衆国から贈られた「青い目の人形」が到着し、歓迎会を開催。
- 1941年（昭和16年） - 4月1日、国民学校令の施行により、「高鍋国民学校」に改称。
- 1946年（昭和21年） - 創立記念日を「10月3日」とすることに決定。
- 1947年（昭和22年） - 4月1日、学制改革（六・三制の実施）により、「高鍋町立高鍋東小学校」に改称。
- 1949年（昭和24年） - 昭和天皇が本校を訪問（昭和天皇の戦後巡幸）[7]。
- 1955年（昭和30年） - 学校給食を開始。
- 1968年（昭和43年） - 9月24日、台風16号の接近による竜巻で講堂が大破。
- 1969年（昭和44年） - 3月31日、鉄筋造の体育館が竣工。
- 1985年（昭和60年） - 高鍋東音頭を制作。
- 2004年（平成16年） - 創立100周年記念式典を挙行。
- 2014年（平成26年） - 創立110周年記念式典を挙行。

## 交通
最寄りの鉄道駅
JR日豊本線 高鍋駅より1.6km（車4分、徒歩20分）
最寄りのバス停
宮崎交通バス 「東小前」バス停より100m（徒歩1分）
最寄りの道路
国道10号 「高鍋町菖蒲池」交差点

## 周辺
- 高鍋町立高鍋東中学校
- 宮崎県立高鍋高等学校
- 高鍋郵便局

## 著名な出身者
- 今井美樹（歌手）
- 岩下克樹（あいテレビアナウンサー）
- スカイ・ブラウン（プロスケートボーダー）[8]
- やす(お笑いコンビ ずん)